# Томасова теорема
Томасова теорема је социолошка теорема коју су 1928. формулисали Вилијам Ајзак Томас и Дороти Свејн Томас (1899–1977)   : 
| „ | Ако људи дефинишу догађаје као реалне, оне су реалне по својим последицама. | ” |

Другим речима, интерпретација неког догађаја изазива акцију. Ова интерпретација није објективна. На деловање утиче субјективна перцепција ситуација. Да ли уопште постоји објективно исправна интерпретација, није важно јер је њена сврха помоћ у вођењу појединчевог понашања. 
Томасова теорема није теорема у математичком смислу . 
1923. године В.А Томас је прецизније формулисао да би свака дефиниција ситуације утицала на садашњост. Поред тога, након низа дефиниција у које је појединац укључен, таква дефиниција би такође „постепено [утицала] на целу животну политику и личност самог појединца“.  Сходно томе, Томас је нагласио друштвене проблеме као што су интимност, породица или образовање као фундаментални у улози догађаја, када се открива друштвени свет „ у којем се субјективни утисци могу пројектовати на живот и тако постати стварни пројекторима“. 